# 向門慶人
向門 慶人（むかいかど よしひと、1971年（昭和46年）1月21日 - ）は、日本の政治家。佐賀県鳥栖市長（1期）。佐賀県議会議員（4期）、鳥栖市議会議員（2期）を務めた。

## 来歴
佐賀県鳥栖市出身。佐賀県立鳥栖高等学校、福岡大学商学部卒業。大学3年の時に山下徳夫衆議院議員の秘書を務めていた父が急逝。大学卒業後、自身も東京都内で6年間山下の秘書を務め、山下の政界引退を機に帰郷し2001年の鳥栖市議選で初当選。市議を2期め、2007年からは佐賀県議会議員を4期を務める。2021年7月には自由民主党佐賀県連幹事長に就任。
2022年10月、翌年2月の鳥栖市長選挙への立候補を表明し、2023年1月16日付で県議を辞職。
2023年2月19日の投開票の結果、自民党の推薦を受けた向門が、現職の橋本康志を702票差で破り、初当選した。
※当日有権者数：58,989人 最終投票率：44.44%（前回比：－0.14pts）
| 候補者名 | 年齢 | 所属党派 | 新旧別 | 得票数   | 得票率 | 推薦・支持     |
| -------- | ---- | -------- | ------ | -------- | ------ | -------------- |
| 向門慶人 | 52   | 無所属   | 新     | 12,971票 | 49.48% | （推薦）自民党 |
| 橋本康志 | 67   | 無所属   | 現     | 12,269票 | 46.80% |                |
| 豊増直文 | 64   | 無所属   | 新     | 788票    | 3.00%  |                |